# Demirtaş, Yumurtalık
Demirtaş là một xã thuộc huyện Yumurtalık, tỉnh Adana, Thổ Nhĩ Kỳ. Dân số thời điểm năm 2009 là 692 người.